# هانس هاينز
هانس هاينز (بالألمانية: Hans Heinze)‏ هو طبيب نفسي وأستاذ جامعي ألماني، ولد في 18 أكتوبر 1895 في إلستربرغ في ألمانيا، وتوفي في 4 فبراير 1983 في فونستورف في ألمانيا.